# Slagorden i Slaget om Frankrig
Slag-orden i slaget om Frankrig (1940) er en gennemgang af hvorledes de større enheder, der tog del i slaget om Frankrig var organiseret i maj 1940. 

## De allierede
Hovedparten af de allierede styrker var franske, selv om Storbritanniens British Expeditionary Force havde en betydningsfuld rolle i kampen sammen med hærene fra Holland og Belgien.

### Franske Første Armegruppe
Den Første Armegruppe havde til opgave at bevogte Frankrigs nordøstlige grænse og skylle rykke ind i Belgien og Holland for at modstå enhver tysk invasion af disse lande. Første Armegruppe bestod af 4 franske armeer foruden den belgiske hær og den britiske ekspeditionsstyrke. 
- Første Franske Arme
  - Kavaleri Franske Korps 
    - 2. Franske Lette Mekaniserede Division
    - 3. Franske Lette Mekaniserede Division

  - 3. Franske Korps 
    - 1. Marokkanske infanteridivision
    - 2. Marokkanske infanteridivision

  - 4. Franske Korps 
    - 32. Franske Infanteridivision

  - 5. Franske Korps
    - 1. Nordafrikanske infanteridivision
    - 101. Franske Infanteridivision

  - 7. Belgiske Korps
    - 2. Belgiske Chasseurs Ardennais
    - 8. Belgiske infanteridivision
- Anden Franske Arme
  - Direkte underlagt
    - 2. Franske Lette kavaleridivision
    - 5. Franske Lette kavaleridivision
    - 1. Franske Kavaleri brigade

  - 10. Franske Korps
    - 3. Nordafrikanske infanteridivision
    - 5. Franske Lette kavaleridivision
    - 55. Franske Infanteridivision
    - 71. Franske Infanteridivision

  - 18. Franske Korps
    - 1. Franske koloniale infanteridivision
    - 41. Franske Infanteridivision
- Syvende Franske Arme
  - Direkte underlagt
    - 21. Franske Infanteridivision
    - 60. Franske Infanteridivision
    - 68. Franske Infanteridivision

  - 1. Franske Korps 
    - 1. Franske Lette mekaniserede division
    - 25. Franske motoriserede division

  - 16. Franske Korps
    - 9. Franske motoriserede division
- Niende Franske Arme
  - Direkte underlagt
    - 4. Nordafrikanske infanteridivision
    - 53. Franske Infanteridivision

  - 2. Franske Korps
    - 4. Franske Lette kavaleridivision
    - 5. Franske motoriserede division

  - 11. Franske Korps 
    - 1. Franske Lette kavaleridivision
    - 18. Franske Infanteridivision
    - 22. Franske Infanteridivision

  - 41. Franske Korps
    - 61. Franske Infanteridivision
    - 102. Franske Fæstningsdivision
    - 3. Franske Spahi brigade
- British Expeditionary Force – General Lord Gort
  - Direkte underlagt
    - 5. Britiske Infanteridivision
    - 12. Britiske Infanteridivision
    - 23. Britiske Infanteridivision
    - 46. Britiske Infanteridivision

  - 1. Britiske Korps – Generalløjtnant Michael Barker efterfulgt af Generalmajor Harold Alexander
    - 1. Britiske Infanteridivision
    - 2. Britiske Infanteridivision
    - 48. Britiske Infanteridivision

  - 2. Britiske Korps – Generalløjtnant Alan Brooke efterfulgt af generalmajor Bernard Montgomery
    - 3. Britiske Infanteridivision
    - 4. Britiske Infanteridivision
    - 50. Britiske Infanteridivision

  - 3. Britiske Korps – Generalløjtnant Ronald Adam
    - 42. Britiske Infanteridivision
    - 44. Britiske Infanteridivision
- Belgiske Arme 
  - 1. Belgiske Korps 
    - 1. Belgiske Infanteridivision
    - 4. Belgiske Infanteridivision
    - 7. Belgiske Infanteridivision

  - 2. Belgiske Korps 
    - 6. Belgiske Infanteridivision
    - 11. Belgiske Infanteridivision
    - 14. Belgiske Infanteridivision

  - 3. Belgiske Korps 
    - 1. Belgiske Infanteridivision
    - 2. Belgiske Infanteridivision
    - 3. Belgiske Infanteridivision
    - 1. Belgiske Chasseurs Ardennais

  - 4. Belgiske Korps 
    - 9. Belgiske Infanteridivision
    - 15. Belgiske Infanteridivision
    - 18. Belgiske Infanteridivision

  - 5. Belgiske Korps 
    - 12. Belgiske Infanteridivision
    - 13. Belgiske Infanteridivision
    - 17. Belgiske Infanteridivision

  - 6. Belgiske Korps 
    - 5. Belgiske Infanteridivision
    - 10. Belgiske Infanteridivision
    - 16. Belgiske Infanteridivision

  - Belgiske Kavaleri Korps
    - 1. Belgiske Kavaleridivision
    - 2. Belgiske Kavaleridivision

### Franske Anden Armegruppe
Den Franske Anden Armegruppe havde ansvar for bemandingen af hovedparten af Maginotlinien fra Montmedy til syd for Strasbourg, og omfattede tre armeer. 
- Tredje Franske Arme 
  - Direkte underlagt
    - 3. Lette Kavaleri Division
    - 6. Franske Infanteridivision
    - 6. Nordafrikanske Infanteri Division
    - 6. Kolonial Infanteri Division
    - 7. Franske Infanteridivision
    - 8. Franske Infanteridivision

  - Franske Koloni Korps 
    - 2. Franske Infanteridivision
    - 51. Britiske Infanteridivision
    - 56. Franske Infanteridivision

  - 6. Franske Korps
    - 26. Franske Infanteridivision
    - 42. Franske Infanteridivision

  - 24. Franske Korps
    - 51. Franske Infanteridivision

  - 42. Franske Korps
    - 20. Franske Infanteridivision
    - 58. Franske Infanteridivision

- Fjerde Franske Arme 
  - Direkte underlagt
    - 1. Polske Grenader division
    - 45. Franske Infanteridivision

  - 9. Franske Korps
    - 11. Franske Infanteridivision
    - 47. Franske Infanteridivision

  - 20. Franske Korps
    - 52. Franske Infanteridivision
    - 82. Afrikanske Infanteridivision

- Femte Franske Arme
  - Direkte underlagt 
    - 44. Franske Infanteridivision

  - 8. Franske Korps
    - 24. Franske Infanteridivision
    - 31. Franske Infanteridivision

  - 12.Franske Korps 
    - 16. Franske Infanteridivision
    - 35. Franske Infanteridivision
    - 70. Franske Infanteridivision

  - 17. Franske Korps
    - 62. Franske Infanteridivision
    - 103. Franske Infanteridivision

  - 43. Franske Korps
    - 30. Franske Infanteridivision

### Franske Tredje Armegruppe
Den Franske Tredje Armegruppe havde ansvar for bemandingen af den sydlige del af Maginotlinien langs Rhinen og omfattede en enkelt arme. 
- Ottende Franske Arme 
  - 7. Franske Korps
    - 13. Franske Infanteridivision
    - 27. Franske Infanteridivision

  - 13. Franske Korps
    - 19. Franske Infanteridivision
    - 54. Franske Infanteridivision
    - 104. Franske Infanteridivision
    - 105. Franske Infanteridivision

  - 44. Franske Korps
    - 67 Infanteri Division

  - 45. Franske Korps
    - 57. Franske Infanteridivision
    - 63. Franske Infanteridivision

### Hollandske Arme
Holland havde fire Arme Korps, en motoriseret division og en forsvarsdivision opstillet ved slagets begyndelse. 
- 1. Hollandske Korps
  - 1. Hollandske Infanteridivision
  - 3. Hollandske Infanteridivision
- 2. Hollandske Korps
  - 2. Hollandske Infanteridivision
  - 4. Hollandske Infanteridivision
- 3. Hollandske Korps
  - 5. Hollandske Infanteridivision
  - 6. Hollandske Infanteridivision
- 4. Hollandske Korps
  - 7. Hollandske Infanteridivision
  - 8. Hollandske Infanteridivision
- Lette Hollandske division
- Hollandske Peel Division
- A, B, G Brigader

### Franske Arme overfor Italien
- Alpearmeen (l'Armée des Alpes) – General René Olry
  - 3 Infanteri divisioner af type B
  - Fæstningssektorerne:Dauphiné, Savoie, Alpes Maritimes
  - Forsvarssektorer: Rhône, Nice

Oprindelige var den Sjette Franske Arme, Alpearmeen, ansvarlig for at bemande den sydøstlige grænse mod Italien. I alt udgjorde de franske styrker i området omkring 35.000 mand. 

### Franske reserver
Franskmændene havde i begyndelsen af slaget tre reserve Korps placeret bag armegrupperne. Det 7. og 22. Korps lå bag Anden og Tredje Armegruppe. 

## Aksemagterne
Den øverstkommanderende for Oberkommando des Heeres (OKH) var feltmarskal Walther von Brauchitsch. I begyndelsen bestod aksestyrkerne af styrker fra den tyske hær. Den italienske hær sluttede sig til dem den 10. juni 1940. 

### OKH Reserve
- 2. Tyske Arme
  - 5. Infanteridivision
- 9. Tyske Arme
- I Korps
- XVII Korps
- XXXVI Korps
- XXXVIII Korps
- XXXIX Korps
- XLII Korps
- XLIII Korps

### Tyske Heeresgruppe A
Under kommando af generaloberst Gerd von Rundstedt, Stabschef – generalløjtnant Georg von Sodenstern
- 4. Tyske Arme – generaloberst Günther von Kluge, Stabschef – generalmajor Kurt Brennecke
  - II Tyske Korps – General af infanteriet Carl-Heinrich von Stülpnagel
    - 12. Tyske Infanteridivision – generalmajor Walther von Seydlitz-Kurzbach
    - 31. Tyske Infanteridivision – generalløjtnant Rudolf Kämpfe
    - 32. Tyske Infanteridivision – generalløjtnant Franz Böhme

  - V Tyske Korps – General af infanteriet Richard Ruoff
    - 62. Tyske Infanteridivision – generalmajor Walter Keiner
    - 94. Tyske Infanteridivision – general af infanteriet Hellmuth Volkmann
    - 163. Tyske Infanteridivision – generalmajor Franz Karl

  - VIII Tyske Korps – General af artilleriet Walter Heitz
    - 8. Tyske infanteridivision – generalløjtnant Rudolf Koch-Erpach
    - 28. Tyske Infanteridivision – generalmajor Johann Sinnhuber

  - XV Tyske Korps – General af infanteriet Hermann Hoth
    - 5. Tyske Panserdivision – generalløjtnant Joachim Lemelsen → 6.6.1940 generalmajor Ludwig Cruwell
    - 2. Tyske motoriserede Infanteri Division – generalløjtnant Paul Bader
    - 7. Tyske Panzerdivision – generalmajor Erwin Rommel

  - Reserver
    - 87. Tyske infanteridivision – generalmajor Bogislav von Studnitz
    - 211. Tyske infanteridivision – generalmajor Kurt Renner
    - 267. Tyske infanteridivision – generalløjtnant Ernst Fessman
- 12. Tyske Arme – generaloberst Wilhelm List, stabschef generalløjtnantEberhard von Mackensen)
  - III Tyske Korps – General af artilleriet Curt Haase
    - 3. Tyske infanteridivision – generalløjtnant Walter Lichel
    - 23. Tyske infanteridivision – generalløjtnant Walter von Brockdorff-Ahlefeldt
    - 52. Tyske infanteridivision – generalløjtnant Hans-Jurgen von Arnim

  - VI Tyske Korps – General af ingeniører Wilhelm Förster
    - 15. Tyske infanteridivision – generalløjtnant Ernst Eberhard Hell
    - 205. Tyske infanteridivision – generalløjtnant Ernst Richter

  - XVIII Tyske Korps – General af infanteriet Eugen Beyer → 1. juni generalløjtnant Hermann von Speck
    - 25. Tyske infanteridivision – generalløjtnant Erich-Heinrich Clößner
    - 81. Tyske infanteridivision – generalmajor Friedrich-Wilhelm von Löper
    - 290. Tyske infanteridivision – generalløjtnant Max Dennerlein → 8.6.1940 generalmajor Theodor Wrede
- 16. Tyske Arme – General af infanteriet Ernst Busch, stabschef generalmajor Walter Model)
  - VII Tyske Korps – General af infanteriet Eugen von Schobert
    - 16. Tyske infanteridivision – generalmajor Heinrich Krampf
    - 24. Tyske infanteridivision – generalmajor Justin von Obernitz → 1.6.1940 generalmajorHans-Valentin Hube
    - 36. Tyske infanteridivision – generalløjtnant Georg Lindemann
    - 76. Tyske infanteridivision – generalmajor Maximilian de Angelis
    - 299. Tyske infanteridivision – generalmajor Willi Moser

  - XIII Tyske Korps – Generalløjtnant Heinrich von Vietinghoff
    - 17. Tyske infanteridivision – generalløjtnant Herbert Loch
    - 21. Tyske infanteridivision – generalmajor Otto Sponheimer
    - 160. Tyske infanteridivision – generalmajor Otto Schunemann

  - XXIII Tyske Korps – Generalløjtnant Albrecht Schubert
    - 73. Tyske infanteridivision – generalløjtnant Bruno Bieler
    - 82. Tyske infanteridivision – generalmajor Josef Lehmann
    - 86. Tyske infanteridivision – generalmajor Joachim Witthöff

  - Reserver
    - 6. Tyske infanteridivision – generalløjtnant Arnold von Biegeleben
    - 26. Tyske infanteridivision – generalløjtnant Sigismund von Förster
    - 71. Tyske infanteridivision – generalløjtnant Karl Weisenberger
- Panzer Gruppe "Kleist" – General af kavaleriet Paul Ludwig Ewald von Kleist, stabschef generalmajor Kurt Zeitzler)
  - XIV Tyske Korps – General af infanteriet Gustav Anton von Wietersheim
    - 9. Tyske infanteridivision – generalløjtnant Georg von Apell
    - 13. Tyske motoriserede division – generalmajor Friedrich-Wilhelm von Rothkirch
    - 9. Tyske panserdivision – generalmajor Alfred Hubici
    - 10. Tyske panserdivision – generalløjtnant Ferdinand Schaal
    - Tyske Großdeutschland regiment – oberstløjtnant Gerhard von Schwerin

  - XVI Tyske Korps – General af kavaleriet Erich Hoepner
    - 4. Tyske infanteridivision – generalløjtnant Erich Hansen
    - 33. Tyske infanteridivision – generalmajor Rudolf Sintzenich
    - 3. Tyske panserdivision – generalmajor Horst Stumpff
    - 4. Tyske panserdivision – generalmajor Ludwig Radlmeier → 8.6.1940 generalmajor Johann Joachim Stever

  - XXXXI Tyske Korps 
    - 2. Tyske Motoriserede Division – Josef Harpe

  - Reserve
    - 27. Tyske Infanteridivision – generalløjtnant Friedrich Bergmann

### Tyske Heeresgruppe B
Under kommando af generaloberst Fedor von Bock.
- Heeresgruppe Reserve

- 6. Tyske Arme — Walter von Reichenau
  - Reserver
  - IV Tyske Korps
  - IX Tyske Korps
  - XI Tyske Korps
  - XVI Tyske Korps 
    - 3rd Panzer Division
    - 4th Panzer Division

  - XXVII Tyske Korps

- 18. Tyske Arme — Georg von Küchler
  - Reserver
    - 208. Tyske Infanteridivision
    - 225. Tyske Infanteridivision
    - 526. Tyske Infanteridivision

  - Tyske SS "Verfugungstruppe" Division
  - 7. Tyske Luftbårne Division
  - 22. Tyske Luftlandedivision
  - 9. Tyske Panserdivision
  - 207. Tyske Infanteridivision
  - X Tyske Korps 
    - Tyske SS "Adolf Hitler" Division
    - 227. Tyske Infanteridivision
    - 1. Tyske Kavaleridivision

  - XXVI Tyske Korps 
    - 254. Tyske Infanteridivision
    - 256. Tyske Infanteridivision
    - Tyske SS "Der Fuhrer" Division

### Tyske Heeresgruppe C
Under kommando af Wilhelm Ritter von Leeb.
- 1. Tyske Arme — Erwin von Witzleben
  - XII Tyske Korps
  - XXIV Tyske Korps
  - XXX Tyske Korps
  - XXXVII Tyske Korps
- 7. Tyske Arme — Friedrich Dollmann
  - Reserver
  - XXV Tyske Korps
  - XXXIII Tyske Korps

### Italienske Armegruppe "Vest"
Under kommando af prins general Umberto di Savoia
- 1. Italienske Arme – General Pietro Pintor
  - 2. Italienske Korps – General Frankrigsco Bettini
  - 3. Italienske Korps – General Mario Arisio
  - 15. Italienske Korps – General Gastone Gambara
- 4. Italienske Arme – General Alfredo Guzzoni
  - 1. Italienske Korps – General Carlo Vecchiarelli
  - 4. Italienske Korps – general Camillo Mercalli
  - Alpine Korps – General Luigi Negri

Samlet set omfattede de italienske styrker omkring 700.000 tropper. De havde imidlertid utilstrækkeligt artilleri og transport og var ikke udstyret til at kæmpe i de kolde Alper. 